# Giulia Gayoso
Giulia Barbosa Gayoso (São Paulo, 1 de janeiro de 1998) é uma atriz brasileira, que ganhou destaque ao interpretar Juliana em Malhação Pro Dia Nascer Feliz.

## Biografia
Quando criança, Giulia participou de diversas campanhas publicitárias na TV, revistas, catálogos e desfiles. Em 2007, fez participação no Dedé e o Comando Maluco, no SBT, e em 2014 fez uma participação especial em Chiquititas, também na emissora de Silvio Santos.
Depois de ter passado por diversos testes, ela foi escalada para o elenco de Malhação: Pro Dia Nascer Feliz, em que interpreta Juliana, menina de temperamento forte, com desejo de liberdade e que não acata as ordens do pai. A paulistana mudou-se para o Rio de Janeiro para gravar a novela. Em 2017 fez a telenovela Tempo de Amar, onde interpretava Natália.No ano seguinte deu vida a vilã invejosa Rivalda, no novela O Sétimo Guardião. Interpretou a Princesa Isabel de Bragança na continuação de Novo Mundo, Nos Tempos do Imperador.

## Filmografia

### Televisão
| Ano  | Título                         | Personagem                                      | Notas                      |
| ---- | ------------------------------ | ----------------------------------------------- | -------------------------- |
| 2007 | Dedé e o Comando Maluco        | Bananinha (criança)                             | Episódio: "12 de outubro"  |
| 2014 | Chiquititas                    | Menina de rua                                   | Episódio: "25 de dezembro" |
| 2016 | Malhação: Pro Dia Nascer Feliz | Juliana Monteiro Carvalho                       | Temporada 24               |
| 2017 | Tempo de Amar                  | Natália Pacheco (Naná)                          |                            |
| 2018 | O Sétimo Guardião              | Rivalda Zerzil                                  |                            |
| 2021 | Nos Tempos do Imperador        | Isabel de Bragança, Princesa Imperial do Brasil |                            |
| 2023 | Fuzuê                          | Bebel (jovem)                                   | Episódio: "26 de setembro" |

### Cinema
| Ano  | Título                             | Personagem       |
| ---- | ---------------------------------- | ---------------- |
| 2008 | Onde Andará Dulce Veiga?           | Márcia (criança) |
| 2020 | M8 - Quando a Morte Socorre a Vida | Suzana           |
| 2023 | A Última Festa                     | Marina           |

## Prêmios e indicações
| Ano  | Premiação                     | Categoria                | Indicação                          | Resultado   |
| ---- | ----------------------------- | ------------------------ | ---------------------------------- | ----------- |
| 2019 | Festival do Rio               | Melhor Atriz Coadjuvante | M8 - Quando a Morte Socorre a Vida | Não Ganhou. |
| 2024 | Festival Sesc Melhores Filmes | Melhor Atriz Nacional    | A Última Festa                     | Pendente    |